# Анджелко Чук
Анджелко Чук (хорв. Anđelko Ćuk; нар. 30 травня 1983) — боснійський, потім хорватський волейболіст, діагональний нападник.

## Життєпис
Народився 30 травня 1983 року.

### Кар'єра
Грав у складах таких команд:
- СК «Любінє» (OK Ljubinje, Боснія і Герцеговина, 1999—2001)
- «Радник» (Бієліна, Боснія і Герцеговина, 2001—2002)
- «Младость» (HAOK Mladost, Хорватія, 2002—2007)
- «Самсунґ Блюфанґс» (Samsung Bluefangs, Теджон, Південна Корея, 2007—2009)
- «Тойода Ґосей Трефуерза» (Toyoda Gosei Trefuerza, нині «Вольфдоґс», Нагоя, 2009—2011)
- «Suwon KEPCO Vixtorm» (Пд. Корея, 2011—2013)
- ACH Volley (Любляна, 2013—2014)
- «Аль Айн» (ОАЕ, 2014)
- «Gymnastikos Athlitikos Syllogos Pamvochaikos» (Греція, 2014—2015)
- «Speed Ball Chekka» (Ліван, 2015—2016)
- «Маккабі» (Тель-Авів, 2016—2017)
- «Acqua Fonteviva Massa» (2017—2018), «Партизану» Белград
- «Хапоель Мате-Ашер Ако» (2018—2019)
- «Єдинство» (Стара Пазова, 2019—2020).

Від сезону 2020—2021 знову є гравцем «Радника» з Бієліни.